# Vivek Murthy

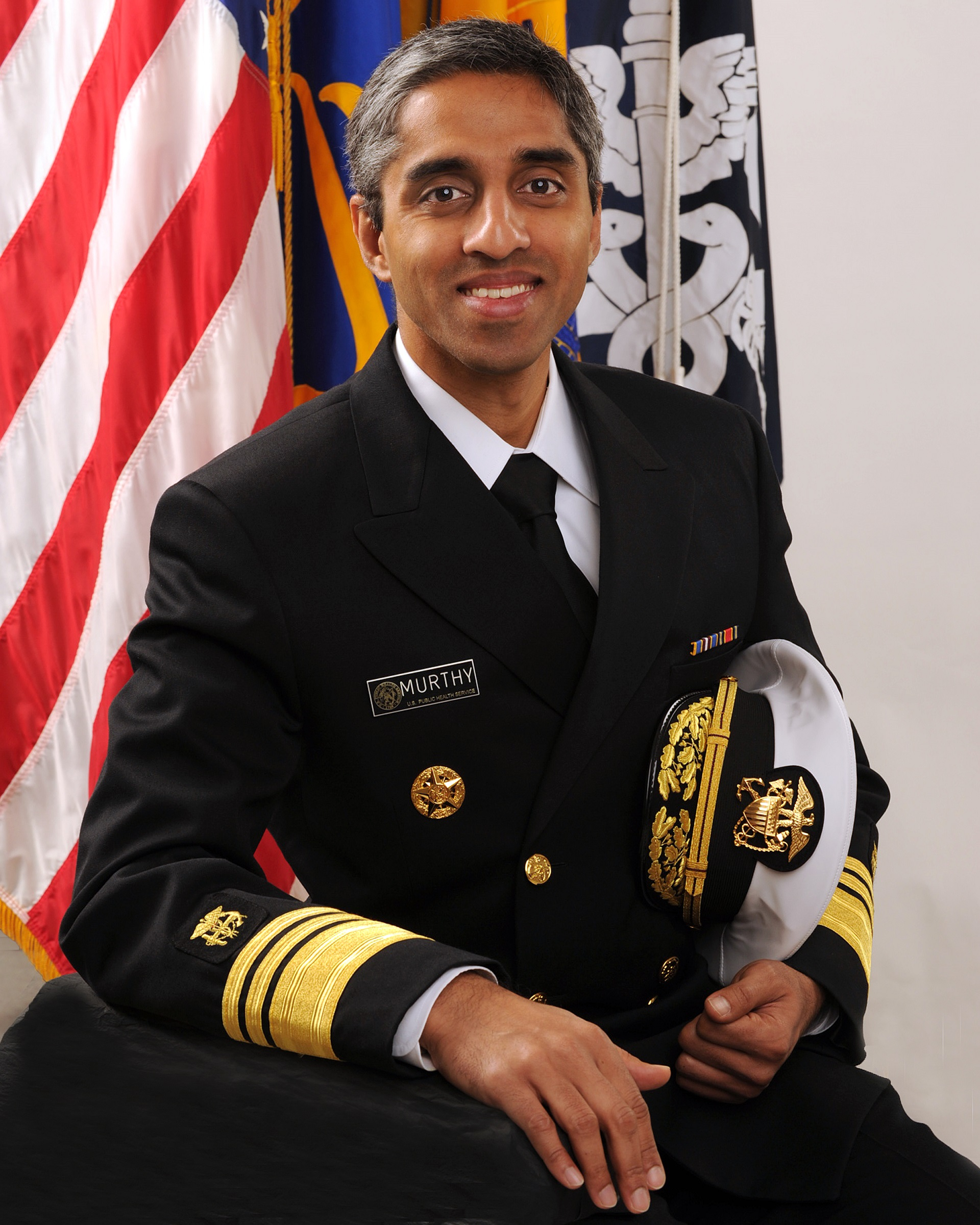
Vivek Murthy als Surgeon General of the United States

Vivek Hallegere Murthy (* 10. Juli 1977 in Huddersfield, Vereinigtes Königreich) ist ein US-amerikanischer Arzt. Er wurde am 18. Dezember 2014 von Präsident Barack Obama zum Leiter des öffentlichen Gesundheitsdienstes (Surgeon General of the United States) der Vereinigten Staaten ernannt. Nach dem Amtsantritt von US-Präsident Donald Trump wurde Murthy am 21. April 2017 von seinem Amt entbunden. US-Präsident Joe Biden kündigte am 7. Dezember 2020 an ihn wieder für das Amt einzusetzen. Der Senat bestätigte ihn am 23. März 2021.

## Leben
Vivek Murthy, dessen Eltern aus Karnataka, Indien, emigrierten, wurde in Huddersfield im Vereinigten Königreich geboren. Als er drei Jahre alt war, zog die Familie nach Miami um, wo sein Vater eine Arztpraxis betrieb. Nach der High School besuchte er die Harvard University und schloss 1997 seinen Bachelor mit magna cum laude in Biochemical Sciences ab. Im Anschluss erwarb er 2003 in Yale seinen Abschluss als M.D. sowie einen MBA.
Nach seiner Ausbildung arbeitete er im Brigham and Women’s Hospital und an der Harvard Medical School. Neben seinen Haupttätigkeiten engagierte er sich auch karitativ. Er war acht Jahre lang Präsident bzw. Aufsichtsratsvorsitzender von VISIONS Worldwide, einem Bildungsprogramm in Indien und den Vereinigten Staaten, das über AIDS und HIV aufklärt. Gemeinsam mit seiner Schwester Rashmi hatte er VISIONS Worldwide in seiner Studienzeit gegründet. 2008 gehörte er zu den Gründern der Non-Profit-Organisation Doctors for America, die eine grundlegende Gesundheitsreform zum Ziel hat.
2011 wurde er von Präsident Barack Obama in dessen Beraterstab des Gesundheitsministeriums berufen. Im Januar 2013 hatte er als Reaktion auf den Amoklauf an der Sandy Hook Elementary School im Namen von Doctors for America einen offenen Brief an den Kongress geschrieben, in dem er diesen zu schärferen Waffengesetzen drängte. Als Murthy im November 2013 von Obama als Leiter des öffentlichen Gesundheitsdienstes („19th Surgeon General of the United States“) der Vereinigten Staaten vorgeschlagen wurde, startete die Waffenlobby eine Protestkampagne, die die Ernennung um über ein ganzes Jahr verzögerte. Mit 51 zu 43 Stimmen wurde er, nachdem man zuvor seine Eignung für das Amt angezweifelt hatte – man hielt den 37-Jährigen für zu jung und unterstellte mangelnde Erfahrung – vom US-Senat am 15. Dezember 2014 bestätigt. Murthys Nominierung für das Amt wurde von über hundert Organisationen aus dem Medizin- und Gesundheitssektor ausdrücklich begrüßt. Mit dem Amt bekleidete Murthy als Nichtkombattant zudem automatisch den militärischen Rang eines Vizeadmirals. Am 21. April 2017 wurde er von Präsident Donald Trump seines Amtes enthoben.
Im Dezember 2020 kündigte President-elect Joe Biden an, zu Beginn seiner Amtszeit 2021 Murthy erneut zum Surgeon General zu ernennen. 2021 wurde Murthy in die National Academy of Medicine gewählt.
2024 wurde er in die Liste Time 100 Health aufgenommen. Die Auszeichnung erhielt er vor allem dafür, dass er das Thema Einsamkeit und Isolation in den Fokus der öffentlichen Gesundheit gerückt hat.
Anfang 2025 forderte er, Krebswarnhinweise auf alkoholischen Getränken anzubringen; Alkoholkonsum sei in den USA für rund 100.000 Krebserkrankungen und 20.000 Krebstote jährlich verantwortlich.
Vivek Murthy ist verheiratet mit der Ärztin Alice Chen, die ebenfalls zu den Gründern von Doctors for America zählt.